# Владімір Орсаг
Владімір Орсаг (словац. Vladimír Országh, нар. 24 травня 1977, Банська Бистриця) — словацький хокеїст, що грав на позиції крайнього нападника.

## Ігрова кар'єра
Хокейну кар'єру розпочав 1996 року виступами за команду «Юта Гріззліс» в ІХЛ.
1995 року був обраний на драфті НХЛ під 106-м загальним номером командою «Нью-Йорк Айлендерс».
Протягом професійної клубної ігрової кар'єри, що тривала 12 років, захищав кольори команд «Нью-Йорк Айлендерс», «Нашвілл Предаторс», «Сент-Луїс Блюз», «Лоуелл-Лок Монстерс», «Юргорден», «Лулео» та «Зволен».
Загалом провів 295 матчів у НХЛ, включаючи 6 ігор плей-оф Кубка Стенлі.

## Статистика
| Сезон        | Клуб                  | Ліга         | Регулярний сезон | Регулярний сезон | Регулярний сезон | Регулярний сезон | Регулярний сезон | Плей-оф | Плей-оф | Плей-оф | Плей-оф | Плей-оф |
| Сезон        | Клуб                  | Ліга         | І                | Г                | П                | О                | ШХ               | І       | Г       | П       | О       | ШХ      |
| ------------ | --------------------- | ------------ | ---------------- | ---------------- | ---------------- | ---------------- | ---------------- | ------- | ------- | ------- | ------- | ------- |
| 1996–97      | «Юта Гріззліс»        | ІХЛ          | 68               | 12               | 15               | 27               | 30               | 3       | 0       | 1       | 1       | 4       |
| 1997–98      | «Юта Гріззліс»        | ІХЛ          | 62               | 13               | 10               | 23               | 60               | 4       | 2       | 0       | 2       | 0       |
| 1997–98      | «Нью-Йорк Айлендерс»  | НХЛ          | 11               | 0                | 1                | 1                | 2                | —       | —       | —       | —       | —       |
| 1998–99      | «Лоуелл-Лок Монстерс» | АХЛ          | 68               | 18               | 23               | 41               | 57               | 3       | 2       | 2       | 4       | 2       |
| 1998–99      | «Нью-Йорк Айлендерс»  | НХЛ          | 12               | 1                | 0                | 1                | 6                | —       | —       | —       | —       | —       |
| 1999–00      | «Лоуелл-Лок Монстерс» | АХЛ          | 55               | 8                | 12               | 20               | 22               | 7       | 3       | 3       | 6       | 2       |
| 1999–00      | «Нью-Йорк Айлендерс»  | НХЛ          | 12               | 2                | 1                | 3                | 4                | —       | —       | —       | —       | —       |
| 2000–01      | «Юргорден»            | Елітсерія    | 50               | 23               | 13               | 36               | 62               | 16      | 7       | 3       | 10      | 20      |
| 2001–02      | «Нашвілл Предаторс»   | НХЛ          | 79               | 15               | 21               | 36               | 56               | —       | —       | —       | —       | —       |
| 2002–03      | «Нашвілл Предаторс»   | НХЛ          | 78               | 16               | 16               | 32               | 38               | —       | —       | —       | —       | —       |
| 2003–04      | «Нашвілл Предаторс»   | НХЛ          | 82               | 16               | 21               | 37               | 74               | 6       | 2       | 0       | 2       | 4       |
| 2004–05      | «Зволен»              | СЕ           | 37               | 16               | 14               | 30               | 50               | —       | —       | —       | —       | —       |
| 2005–06      | «Сент-Луїс Блюз»      | НХЛ          | 16               | 4                | 5                | 9                | 14               | —       | —       | —       | —       | —       |
| 2005–06      | «Лулео»               | Елітсерія    | 19               | 8                | 5                | 13               | 42               | —       | —       | —       | —       | —       |
| Усього в НХЛ | Усього в НХЛ          | Усього в НХЛ | 289              | 54               | 65               | 119              | 194              | 6       | 2       | 0       | 2       | 4       |